# Liste der olympischen Medaillengewinner aus Ecuador
Das Comité Olímpico Ecuatoriano wurde 1946 gegründet und 1962 vom Internationalen Olympischen Komitee aufgenommen.

## Medaillenbilanz
Bislang konnten acht Sportler aus Ecuador zehn olympische Medaillen erringen (4 × Gold, 4 × Silber und 2 × Bronze).
| Ecuador bei den Olympischen Sommerspielen                                       | Ecuador bei den Olympischen Sommerspielen | Ecuador bei den Olympischen Sommerspielen | Ecuador bei den Olympischen Sommerspielen | Ecuador bei den Olympischen Sommerspielen | Ecuador bei den Olympischen Sommerspielen |      | Ecuador bei den Olympischen Winterspielen | Ecuador bei den Olympischen Winterspielen | Ecuador bei den Olympischen Winterspielen | Ecuador bei den Olympischen Winterspielen | Ecuador bei den Olympischen Winterspielen | Ecuador bei den Olympischen Winterspielen |
| Jahr                                                                            | Gold                                      | Silber                                    | Bronze                                    | Gesamt                                    | Rang                                      | Jahr | Gold                                      | Silber                                    | Bronze                                    | Gesamt                                    | Rang                                      |                                           |
| 1924                                                                            | 0                                         | 0                                         | 0                                         | 0                                         |                                           |      | 1924                                      | –                                         | –                                         | –                                         | –                                         | –                                         |
| 1928                                                                            | –                                         | –                                         | –                                         | –                                         | –                                         |      | 1928                                      | –                                         | –                                         | –                                         | –                                         | –                                         |
| 1932                                                                            | –                                         | –                                         | –                                         | –                                         | –                                         |      | 1932                                      | –                                         | –                                         | –                                         | –                                         | –                                         |
| 1936                                                                            | –                                         | –                                         | –                                         | –                                         | –                                         |      | 1936                                      | –                                         | –                                         | –                                         | –                                         | –                                         |
| 1948                                                                            | –                                         | –                                         | –                                         | –                                         | –                                         |      | 1948                                      | –                                         | –                                         | –                                         | –                                         | –                                         |
| 1952                                                                            | –                                         | –                                         | –                                         | –                                         | –                                         |      | 1952                                      | –                                         | –                                         | –                                         | –                                         | –                                         |
| 1956                                                                            | –                                         | –                                         | –                                         | –                                         | –                                         |      | 1956                                      | –                                         | –                                         | –                                         | –                                         | –                                         |
| 1960                                                                            | –                                         | –                                         | –                                         | –                                         | –                                         |      | 1960                                      | –                                         | –                                         | –                                         | –                                         | –                                         |
| 1964                                                                            | –                                         | –                                         | –                                         | –                                         | –                                         |      | 1964                                      | –                                         | –                                         | –                                         | –                                         | –                                         |
| 1968                                                                            | 0                                         | 0                                         | 0                                         | 0                                         |                                           |      | 1968                                      | –                                         | –                                         | –                                         | –                                         | –                                         |
| 1972                                                                            | 0                                         | 0                                         | 0                                         | 0                                         |                                           |      | 1972                                      | –                                         | –                                         | –                                         | –                                         | –                                         |
| 1976                                                                            | 0                                         | 0                                         | 0                                         | 0                                         |                                           |      | 1976                                      | –                                         | –                                         | –                                         | –                                         | –                                         |
| 1980                                                                            | 0                                         | 0                                         | 0                                         | 0                                         |                                           |      | 1980                                      | –                                         | –                                         | –                                         | –                                         | –                                         |
| 1984                                                                            | 0                                         | 0                                         | 0                                         | 0                                         |                                           |      | 1984                                      | –                                         | –                                         | –                                         | –                                         | –                                         |
| 1988                                                                            | 0                                         | 0                                         | 0                                         | 0                                         |                                           |      | 1988                                      | –                                         | –                                         | –                                         | –                                         | –                                         |
| 1992                                                                            | 0                                         | 0                                         | 0                                         | 0                                         |                                           |      | 1992                                      | –                                         | –                                         | –                                         | –                                         | –                                         |
| 1996                                                                            | 1                                         | 0                                         | 0                                         | 1                                         | 49                                        |      | 1994                                      | –                                         | –                                         | –                                         | –                                         | –                                         |
| 2000                                                                            | 0                                         | 0                                         | 0                                         | 0                                         |                                           |      | 1998                                      | –                                         | –                                         | –                                         | –                                         | –                                         |
| 2004                                                                            | 0                                         | 0                                         | 0                                         | 0                                         |                                           |      | 2002                                      | –                                         | –                                         | –                                         | –                                         | –                                         |
| 2008                                                                            | 0                                         | 1                                         | 0                                         | 1                                         | 71                                        |      | 2006                                      | –                                         | –                                         | –                                         | –                                         | –                                         |
| 2012                                                                            | 0                                         | 0                                         | 0                                         | 0                                         |                                           |      | 2010                                      | –                                         | –                                         | –                                         | –                                         | –                                         |
| 2016                                                                            | 0                                         | 0                                         | 0                                         | 0                                         |                                           |      | 2014                                      | –                                         | –                                         | –                                         | –                                         | –                                         |
| 2020                                                                            | 2                                         | 1                                         | 0                                         | 3                                         | 38                                        |      | 2018                                      | 0                                         | 0                                         | 0                                         | 0                                         |                                           |
| 2024                                                                            | 1                                         | 2                                         | 2                                         | 5                                         | 49                                        |      | 2022                                      | 0                                         | 0                                         | 0                                         | 0                                         |                                           |
| Gesamt                                                                          | 4                                         | 4                                         | 2                                         | 10                                        |                                           |      | Gesamt                                    | 0                                         | 0                                         | 0                                         | 0                                         |                                           |
| \| \| Gold \| Silber \| Bronze \| Gesamt \| \| Ges. S+W \| 4 \| 4 \| 2 \| 10 \| |                                           |                                           |                                           |                                           |                                           |      |                                           |                                           |                                           |                                           |                                           |                                           |
|                                                                                 | Gold                                      | Silber                                    | Bronze                                    | Gesamt                                    |                                           |      |                                           |                                           |                                           |                                           |                                           |                                           |
| Ges. S+W                                                                        | 4                                         | 4                                         | 2                                         | 10                                        |                                           |      |                                           |                                           |                                           |                                           |                                           |                                           |

## Medaillengewinner
| Name            | Sportart       | Jahr         | Disziplin                     | Gold | Silber | Bronze | Gesamt |
| --------------- | -------------- | ------------ | ----------------------------- | ---- | ------ | ------ | ------ |
| Richard Carapaz | Radsport       | 2020 Tokio   | Straßenrennen, Herren         | 1    | –      | –      | 1      |
| Neisi Dajomes   | Gewichtheben   | 2020 Tokio   | Halbschwergewicht, Damen      | 1    | –      | –      | 2      |
| Neisi Dajomes   | Gewichtheben   | 2024 Paris   | Schwergewicht, Damen          | –    | –      | 1      | 2      |
| Glenda Morejón  | Leichtathletik | 2024 Paris   | Marathon Gehen, Mixed         | –    | 1      | –      | 1      |
| Angie Palacios  | Gewichtheben   | 2024 Paris   | Halbschwergewicht, Damen      | –    | –      | 1      | 1      |
| Jefferson Pérez | Leichtathletik | 1996 Atlanta | 20 km Gehen, Herren           | 1    | –      | –      | 2      |
| Jefferson Pérez | Leichtathletik | 2008 Peking  | 20 km Gehen, Herren           | –    | 1      | –      | 2      |
| Brian Pintado   | Leichtathletik | 2024 Paris   | 20 km Gehen, Herren           | 1    | –      | –      | 2      |
| Brian Pintado   | Leichtathletik | 2024 Paris   | Marathon Gehen, Mixed         | –    | 1      | –      | 2      |
| Tamara Salazar  | Gewichtheben   | 2020 Tokio   | Schwergewicht, Damen          | –    | 1      | –      | 1      |
| Lucia Yépez     | Ringen         | 2024 Paris   | Freistil Bantamgewicht, Damen | –    | 1      | –      | 1      |